# Coelogyne tiomanensis
Coelogyne tiomanensis là một loài thực vật có hoa trong họ Lan. Loài này được M.R.Hend. mô tả khoa học đầu tiên năm 1930.